# Tournoi d'ouverture du championnat du Guatemala de football 2020
Navigation
Tournoi précédent Tournoi suivant
Le Tournoi Apertura 2020 est le quarante-quatrième tournoi saisonnier disputé au Guatemala.
C'est cependant la 90e fois que le titre de champion du Guatemala est remis en jeu.
Un nouveau format est adopté cette saison avec deux groupes distincts, chaque équipe disputant un total de seize rencontres avant les séries de fin de saison.
Une place qualificative pour la Ligue de la CONCACAF 2021 est attribuée à l'issue de ce championnat au vainqueur du tournoi.

## Les douze équipes participantes
| \| Ciudad de Guatemala: Antigua Comunicaciones Municipal Ciudad de Guatemala Malacateco Xelaju Santa Lucía Guastatoya Cobán Imperial Sanarate Iztapa Sacachispas Achuapa \| Localisation des équipes engagées dans le championnat. |
| Ciudad de Guatemala: Antigua Comunicaciones Municipal Ciudad de Guatemala Malacateco Xelaju Santa Lucía Guastatoya Cobán Imperial Sanarate Iztapa Sacachispas Achuapa                                                              |

Ce tableau présente les douze équipes qualifiées pour disputer le championnat 2020-2021. On y trouve le nom des clubs, le nom des stades dans lesquels ils évoluent ainsi que la capacité et la localisation de ces derniers.
| Club                              | Stade                                          | Capacité | Ville                     |
| Deportivo Achuapa (es)            | Stade municipal Manuel Ariza                   | 1 500    | El Progreso               |
| Antigua GFC                       | Stade Pensativo                                | 9 000    | Ciudad de Guatemala       |
| Cobán Imperial                    | Stade Verapaz                                  | 8 000    | Cobán                     |
| CSD Comunicaciones                | Stade Cementos Progreso                        | 17 000   | Ciudad de Guatemala       |
| Deportivo Guastatoya (es)         | Stade David Cordón Hichos (es)                 | 3 500    | Guastatoya                |
| Deportivo Iztapa (en)             | Stade municipal Morón                          | 3 000    | Iztapa                    |
| Deportivo Malacateco              | Stade Santa Lucía                              | 7 000    | Malacatán                 |
| CSD Municipal                     | Stade Manuel Felipe Carrera                    | 10 000   | Ciudad de Guatemala       |
| Deportivo Sanarate (en)           | Stade municipal                                | 4 000    | Sanarate                  |
| CSD Sacachispas (es)              | Stade Las Victorias                            | 9 500    | Chiquimula                |
| FC Santa Lucía Cotzumalguapa (es) | Stade municipal Santa Lucía Cotzumalguapa (es) | 9 000    | Santa Lucía Cotzumalguapa |
| Xelaju MC                         | Stade Mario Camposeco                          | 11 000   | Quetzaltenango            |

## Compétition
Le tournoi Apertura est divisé en trois phases :
- La phase de qualification : les seize journées de championnat.
- Le barrage pour la dernière place.
- La phase finale : les matchs aller-retour allant des demi-finales à la finale.

### Phase de qualification
Lors de la phase de qualification, deux groupes distincts sont formés. Chaque équipe affrontent à deux reprises celles de son groupe et une seule fois celles du groupe opposé selon un calendrier tiré aléatoirement.
Les deux meilleures équipes de chaque groupe sont qualifiées pour la phase finale.
Le classement est établi sur le barème de points classique (victoire à 3 points, match nul à 1, défaite à 0).
Le départage final se fait selon les critères suivants :
- Le nombre de points.
- La différence de buts générale.
- La différence de buts particulière.
- Le nombre de buts marqué.

#### Groupe A
| Rang | Équipe                            | Pts | J  | G | N | P | Bp | Bc | Diff |
| ---- | --------------------------------- | --- | -- | - | - | - | -- | -- | ---- |
| 1    | CSD Comunicaciones                | 32  | 16 | 9 | 5 | 2 | 25 | 10 | +15  |
| 2    | Deportivo Malacateco              | 24  | 16 | 7 | 3 | 6 | 19 | 18 | +1   |
| 3    | Xelaju MC                         | 21  | 16 | 6 | 3 | 7 | 17 | 22 | -5   |
| 4    | Antigua GFC                       | 20  | 16 | 5 | 5 | 6 | 21 | 23 | -2   |
| 5    | Deportivo Iztapa (en)             | 19  | 16 | 5 | 4 | 7 | 24 | 28 | -4   |
| 6    | FC Santa Lucía Cotzumalguapa (es) | 16  | 16 | 4 | 4 | 8 | 12 | 17 | -5   |

| Résultats (▼dom., ►ext.)                                   | Com | Ant | Izt | Mal | Xel | SLC |
| CSD Comunicaciones                                         |     | 2-1 | 3-0 | 0-0 | 4-2 | 2-0 |
| Antigua GFC                                                | 1-1 |     | 3-1 | 0-1 | 2-1 | 3-2 |
| Deportivo Iztapa (en)                                      | 1-1 | 1-1 |     | 3-1 | 5-0 | 1-1 |
| Deportivo Malacateco                                       | 1-0 | 2-1 | 1-3 |     | 2-1 | 1-2 |
| Xelaju MC                                                  | 3-1 | 1-0 | 2-1 | 1-1 |     | 0-0 |
| Santa Lucía                                                | 0-0 | 0-1 | 2-0 | 0-1 | 0-1 |     |
| - Victoire à domicile - Match nul - Victoire à l'extérieur |     |     |     |     |     |     |

#### Groupe B
| Rang | Équipe                    | Pts | J  | G  | N | P | Bp | Bc | Diff |
| ---- | ------------------------- | --- | -- | -- | - | - | -- | -- | ---- |
| 1    | CSD Municipal T           | 33  | 16 | 10 | 3 | 3 | 33 | 11 | +22  |
| 2    | Cobán Imperial            | 29  | 16 | 8  | 5 | 3 | 22 | 12 | +10  |
| 3    | Deportivo Guastatoya (es) | 20  | 16 | 4  | 8 | 4 | 19 | 19 | 0    |
| 4    | Deportivo Achuapa (es) P  | 19  | 16 | 5  | 4 | 7 | 17 | 21 | -4   |
| 5    | Deportivo Sanarate (en)   | 14  | 16 | 3  | 5 | 8 | 19 | 33 | -14  |
| 6    | CSD Sacachispas (es) P    | 13  | 16 | 2  | 7 | 7 | 20 | 34 | -14  |

| Résultats (▼dom., ►ext.)                                   | Com | Ant | Izt | Mal | Xel | SLC |
| CSD Municipal                                              |     | 2-1 | 1-0 | 5-0 | 3-1 | 3-0 |
| Deportivo Guastatoya                                       | 0-0 |     | 1-1 | 1-1 | 2-2 | 3-3 |
| Cobán Imperial                                             | 1-1 | 3-1 |     | 2-0 | 0-0 | 2-1 |
| Deportivo Sanarate                                         | 0-1 | 1-2 | 1-0 |     | 2-2 | 1-1 |
| Deportivo Achuapa                                          | 1-0 | 0-1 | 1-2 | 2-3 |     | 1-1 |
| CSD Sacachispas                                            | 1-3 | 2-1 | 3-3 | 1-1 | 1-3 |     |
| - Victoire à domicile - Match nul - Victoire à l'extérieur |     |     |     |     |     |     |

#### Résultats inter-groupes
| Résultats (▼dom., ►ext.)                                   | Mun | Gst | Cob | San | Ach | Sac |
| CSD Comunicaciones                                         | 2-1 | 0-0 |     |     |     | 4-0 |
| Antigua GFC                                                |     |     | 0-1 | 3-0 | 2-0 |     |
| Deportivo Iztapa (en)                                      |     |     | 1-0 | 4-1 | 0-1 |     |
| Deportivo Malacateco                                       | 1-1 | 2-0 |     |     |     | 2-0 |
| Xelaju MC                                                  |     |     | 0-0 | 2-1 | 2-0 |     |
| Santa Lucía                                                | 0-2 | 0-0 |     |     |     | 2-0 |
| - Victoire à domicile - Match nul - Victoire à l'extérieur |     |     |     |     |     |     |

| Résultats (▼dom., ►ext.)                                   | Com | Ant | Izt | Mal | Xel | SLC |
| CSD Municipal                                              |     | 4-0 | 6-0 |     | 1-0 |     |
| Deportivo Guastatoya                                       |     | 2-2 | 2-0 |     | 2-0 |     |
| Cobán Imperial                                             | 0-1 |     |     | 2-1 |     | 2-0 |
| Deportivo Sanarate                                         | 0-3 |     |     | 2-1 |     | 2-3 |
| Deportivo Achuapa                                          | 0-1 |     |     | 2-1 |     | 1-0 |
| CSD Sacachispas                                            |     | 2-1 | 3-3 |     | 2-1 |     |
| - Victoire à domicile - Match nul - Victoire à l'extérieur |     |     |     |     |     |     |

#### Classement général
| Rang | Équipe                            | Pts | J  | G  | N | P | Bp | Bc | Diff |
| ---- | --------------------------------- | --- | -- | -- | - | - | -- | -- | ---- |
| 1    | CSD Municipal T                   | 33  | 16 | 10 | 3 | 3 | 33 | 11 | +22  |
| 2    | CSD Comunicaciones                | 32  | 16 | 9  | 5 | 2 | 25 | 10 | +15  |
| 3    | Cobán Imperial                    | 29  | 16 | 8  | 5 | 3 | 22 | 12 | +10  |
| 4    | Deportivo Malacateco              | 24  | 16 | 7  | 3 | 6 | 19 | 18 | +1   |
| 5    | Xelaju MC                         | 21  | 16 | 6  | 3 | 7 | 17 | 22 | -5   |
| 6    | Deportivo Guastatoya (es)         | 20  | 16 | 4  | 8 | 4 | 19 | 19 | 0    |
| 7    | Antigua GFC                       | 20  | 16 | 5  | 5 | 6 | 21 | 23 | -2   |
| 8    | Deportivo Iztapa (en)             | 19  | 16 | 5  | 4 | 7 | 24 | 28 | -4   |
| 9    | Deportivo Achuapa (es) P          | 19  | 16 | 5  | 4 | 7 | 17 | 21 | -4   |
| 10   | FC Santa Lucía Cotzumalguapa (es) | 16  | 16 | 4  | 4 | 8 | 12 | 17 | -5   |
| 12   | Deportivo Sanarate (en)           | 14  | 16 | 3  | 5 | 8 | 19 | 33 | -14  |
| 12   | CSD Sacachispas (es) P            | 13  | 16 | 2  | 7 | 7 | 20 | 34 | -14  |

| Légende : Qualifications et relégations | Légende : Qualifications et relégations          |
| --------------------------------------- | ------------------------------------------------ |
|                                         | Qualifié pour la phase finale                    |
|                                         | Potentielle relégation                           |
|                                         | T Tenant du titre P Promu de la saison 2019-2020 |

### Phase finale
Les huit équipes qualifiées sont réparties dans le tableau final d'après leur classement général. L'équipe la moins bien classée accueille lors du match aller et la meilleure lors du match retour.
En cas d'égalité sur la somme des deux matchs, c'est l'équipe la mieux placée au classement général qui l'emporte.

#### Tableau
|  |                           |                           |                           |               |               |               |     |            |            |            |            |               |     |   |        |        |        |        |        |  |  |
|  | 1/4 de finale             | 1/4 de finale             | 1/4 de finale             | 1/4 de finale | 1/4 de finale |               |     | 1/2 finale | 1/2 finale | 1/2 finale | 1/2 finale | 1/2 finale    |     |   | Finale | Finale | Finale | Finale | Finale |  |  |
|  |                           |                           |                           |               |               |               |     |            |            |            |            |               |     |   |        |        |        |        |        |  |  |
|  |                           |                           |                           |               |               |               |     |            |            |            |            |               |     |   |        |        |        |        |        |  |  |
|  | CSD Municipal             | (1)                       | 3                         | 3             | 0             |               |     |            |            |            |            |               |     |   |        |        |        |        |        |  |  |
|  | CSD Municipal             | (1)                       | 3                         | 3             | 0             |               |     |            |            |            |            |               |     |   |        |        |        |        |        |  |  |
|  | Deportivo Iztapa (en)     | (8)                       | 1                         | 1             | 0             |               |     |            |            |            |            |               |     |   |        |        |        |        |        |  |  |
|  | Deportivo Iztapa (en)     | (8)                       | 1                         | 1             | 0             | CSD Municipal | (1) | 1          | 1          | 0          |            |               |     |   |        |        |        |        |        |  |  |
|  |                           |                           |                           |               |               | CSD Municipal | (1) | 1          | 1          | 0          |            |               |     |   |        |        |        |        |        |  |  |
|  |                           |                           | Antigua GFC               | (7)           | 1             | 1             |     |            |            |            |            |               |     |   |        |        |        |        |        |  |  |
|  | CSD Comunicaciones        | (2)                       | Antigua GFC               | (7)           | 1             | 1             | 0   | 0          | 0          |            |            |               |     |   |        |        |        |        |        |  |  |
|  | CSD Comunicaciones        | (2)                       |                           |               |               |               |     |            | 0          |            |            |               |     |   |        |        |        |        |        |  |  |
|  | Antigua GFC               | (7)                       | 3                         | 3             |               |               |     |            |            |            |            |               |     |   |        |        |        |        |        |  |  |
|  | Antigua GFC               | (7)                       | 3                         | 3             |               |               |     |            |            |            |            | CSD Municipal | (1) | 1 | 1      |        |        |        |        |  |  |
|  |                           |                           |                           |               |               |               |     |            |            |            |            | CSD Municipal | (1) | 1 | 1      |        |        |        |        |  |  |
|  |                           | Deportivo Guastatoya (es) | (6)                       | 2             | 1             |               |     |            |            |            |            |               |     |   |        |        |        |        |        |  |  |
|  | Deportivo Malacateco      | Deportivo Guastatoya (es) | (6)                       | 2             | 1             | (4)           | 0   | 0          |            |            |            |               |     |   |        |        |        |        |        |  |  |
|  | Deportivo Malacateco      |                           |                           |               |               |               | 0   | 0          |            |            |            |               |     |   |        |        |        |        |        |  |  |
|  | Xelaju MC                 | (5)                       | 1                         | 2             |               |               |     |            |            |            |            |               |     |   |        |        |        |        |        |  |  |
|  | Xelaju MC                 | (5)                       | 1                         | 2             | Xelaju MC     | (5)           | 1   | 0          |            |            |            |               |     |   |        |        |        |        |        |  |  |
|  |                           |                           |                           |               |               | (5)           | 1   | 0          |            |            |            |               |     |   |        |        |        |        |        |  |  |
|  |                           |                           | Deportivo Guastatoya (es) | (6)           | 1             | 2             |     |            |            |            |            |               |     |   |        |        |        |        |        |  |  |
|  | Cobán Imperial            | (3)                       | Deportivo Guastatoya (es) | (6)           | 1             | 2             | 0   | 1          | 0          |            |            |               |     |   |        |        |        |        |        |  |  |
|  | Cobán Imperial            | (3)                       |                           |               |               |               | 0   | 1          | 0          |            |            |               |     |   |        |        |        |        |        |  |  |
|  | Deportivo Guastatoya (es) | (6)                       | 0                         | 2             |               |               |     |            |            |            |            |               |     |   |        |        |        |        |        |  |  |
|  | Deportivo Guastatoya (es) | (6)                       | 0                         | 2             |               |               |     |            |            |            |            |               |     |   |        |        |        |        |        |  |  |

#### Quarts de finale
| Club                 | Aller | Retour | Club                      | Commentaire |
| CSD Municipal        | 3-1   | 3-1    | Deportivo Iztapa (en)     |             |
| CSD Comunicaciones   | 0-0   | 0-3    | Antigua GFC               |             |
| Cobán Imperial       | 0-0   | 1-2    | Deportivo Guastatoya (es) |             |
| Deportivo Malacateco | 0-1   | 0-2    | Xelaju MC                 |             |

#### Demi-finales
| Club          | Aller | Retour | Club                      | Commentaire                 |
| CSD Municipal | 1-1   | 1-1    | Antigua GFC               | Meilleur classement général |
| Xelaju MC     | 1-1   | 0-2    | Deportivo Guastatoya (es) |                             |

#### Finale
| Match aller    | Deportivo Guastatoya (es)          | 2 - 1   | CSD Municipal    | Stade David Cordón Hichos (es) |                         |
| 4 février 2021 | José Corena 3e · Luis Martínez 14e | (2 - 1) | 19e Ramiro Rocca | Arbitrage : Bryan López        | Arbitrage : Bryan López |
| 4 février 2021 | Rapport                            |         |                  | Arbitrage : Bryan López        | Arbitrage : Bryan López |

| Match retour   | CSD Municipal         | 1 - 1   | Deportivo Guastatoya (es) | Stade Manuel Felipe Carrera |                          |
| 7 février 2021 | Néstor Jucup 8e (csc) | (1 - 1) | 6e Omar Domínguez Palafox | Arbitrage : Walter López    | Arbitrage : Walter López |
| 7 février 2021 | Rapport               |         |                           | Arbitrage : Walter López    | Arbitrage : Walter López |

| Vainqueur du Tournoi Apertura 2020 Deportivo Guastatoya (es) 3e titre |

## Bilan du tournoi
| Tournoi d'ouverture du championnat de football du Guatemala 2020 |                                      |
| Champion                                                         | Deportivo Guastatoya (es) (3e titre) |
| Dauphin                                                          | CSD Municipal                        |
| Qualifications continentales                                     |                                      |
| Ligue de la CONCACAF 2021                                        | Deportivo Guastatoya (es)            |

## Statistiques

### Buteurs
| Rang | Nom           | Équipe                  | Buts |
| 1    | Ramiro Rocca  | CSD Municipal           | 21   |
| 2    | Carlos Félix  | Deportivo Iztapa (en)   | 11   |
| 3    | Omar López    | CSD Sacachispas (es)    | 8    |
| 4    | Pedro Báez    | Deportivo Malacateco    | 7    |
| 4    | Cesar Canario | Deportivo Sanarate (en) | 7    |
| 4    | Israel Silva  | Xelaju MC               | 7    |